# فن دومينيكاني

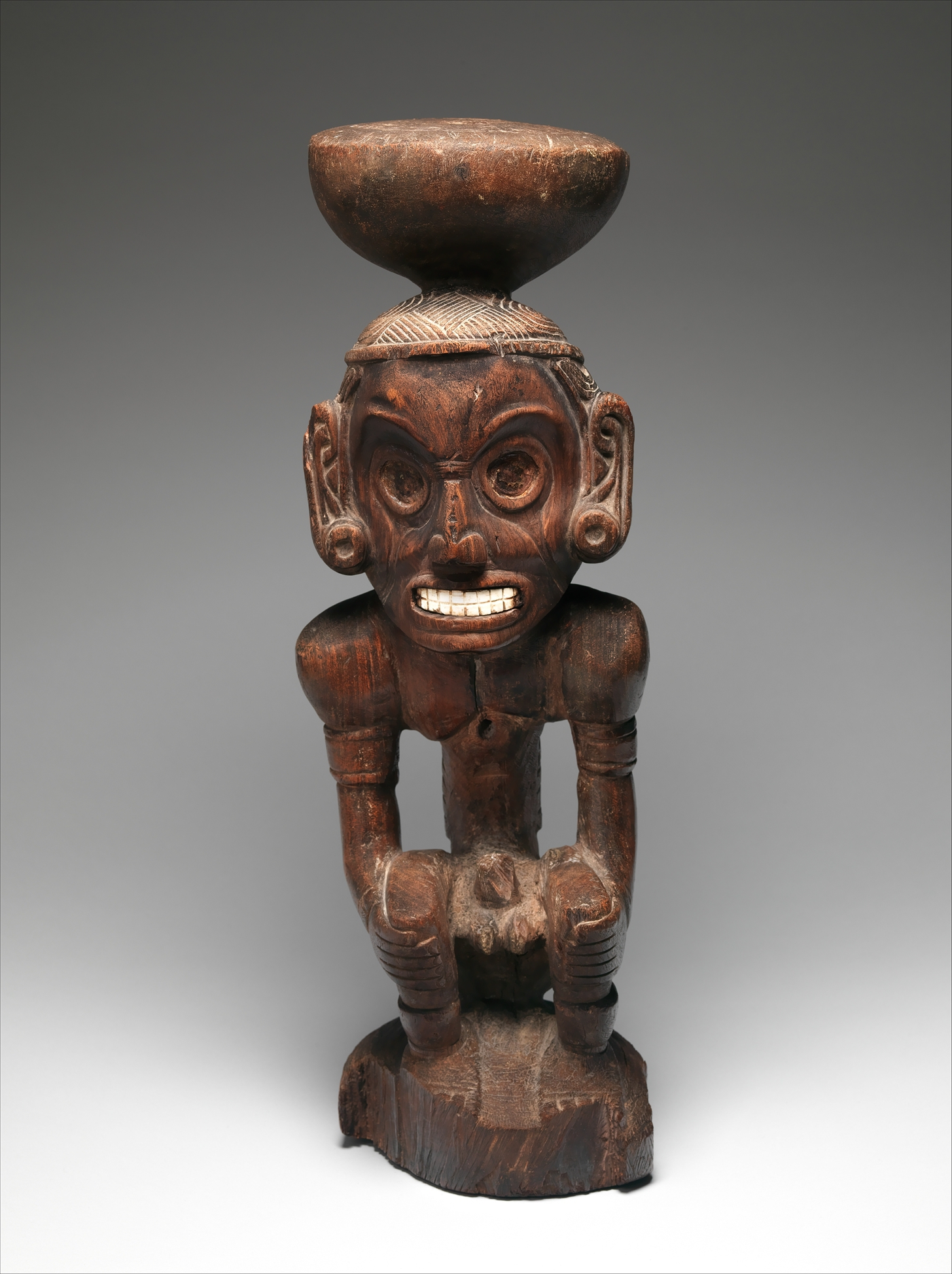
تمثال زيمي كوهوبا، 1000 ميلاديًا.

يضم الفن الدومينيكاني كل الفنون المرئية والفنون البلاستيكية التي أنتجتها جمهورية الدومينيكان. منذ العصور القديمة، سكنت شتى المجموعات جزيرة أييتي/ كيسكيا (الأسماء الأصلية للجزيرة)، أو هيسبانيولا (كما سماها الإسبان)، وينقسم تاريخ فنها عمومًا بين نفس الفترات الثلاث الممتدة على طول التاريخ الدومينيكاني: ما قبل الهسبانية أو الهندية الأمريكية الأولية (500 ق.م حتى 1500م)، والهسبانية أو الاستعمارية (1502 حتى 1821م)، والفترة القومية أو الدومينيكانية (1844 حتى الوقت الراهن).
ترجع الأدلة الأثرية على التجمعات البشرية في الجزيرة إلى نحو 6000 عام، وقتما وصل علّافو الفترة القديمة من أمريكا الجنوبية إلى الجزيرة الكاريبية. بالعودة إلى أصول الفن الأصليّ، المتوافق مع المرحلة المعروفة باسم العصور ما قبل التاريخية أو البدائية أو ما قبل الإسبانية، نجد عدة مجموعات إثنية شكلت الثقافة الأصلية: التاينو والإغنيري والسيبونييس والكاليناغو والغواناهاتابييس. من بينها كلها، كان فن التاينو الغالب والأكثر انتشارًا على امتداد المنطقة الجزريّة، مخلفًا وفرة من البنى الفخارية والخزفية.
انتهت حقبة التاينو في الجزيرة بعد الغزو والاستعمار الإسباني، والذي استُهل وقتما وصل كريستوفر كولومبوس إلى سواحل الجزيرة في 1492، ما أدى إلى فنائهم جراء العبودية والإبادة الجماعية والأمراض الأجنبية. أُطلق على الجزيرة «المكتشفة» حديثًا اسم «لا إسبانيولا» (هيسبانيولا) وصارت أول مستعمرة أوروبية دائمة أُسست في الأمريكتين، سانتو دومينغو، في 1498. في هذه الفترة المبكرة، أُنتجت معظم الأعمال الفنية في إسبانيا لتُشحن إلى سانتو دومينغو. لم يعُد معظم هذا الفن المبكر موجودًا، نظرًا إلى هجرة الكثير من المالكين مع قطعهم الفنية، وأعاصير لا تُحصى دمرت البلدات وأعمالها، ونهب فرنسيس دريك لسانتو دومينغو في 1586 الذي أدى إلى اختفاء الكثير من الفن الاستعماري المبكر. 
حركة الرسم في المجتمع الدومينيكاني حركة شابة، بما أنها بدأت بغرس ثمارها الأولى في الأيام الأولى للاستقلال في عام 1844. مذ ذاك الحين، تجلّت في أشكال وأنماط متنوعة وأنتجت مزيج عناصر التاينو والأوروبية وغرب الإفريقية الموجودة في الثقافة. كانت الأنماط الأبرز عبر تاريخ البلاد الرومانسية والكريوليزمية والانطباعية والواقعية والتعبيرية والسريالية والفن التجريدي، على سبيل المثال لا الحصر. من أشهر الفنانين الدومينيكانيين: جيمي كولسون، ويوري موريل، وداريو سورو، وسليست ووس إي غيل، وغييو بيريز.

## فن التاينو الأصلي
لآلاف السنين، كان السكان المهيمنون في أييتي/ كيسكيا حضارة تاينو. كانوا من شعوب الأراواك الأصليين في جزر الكاريبي، والذين استقر أسلافهم قبل نحو 2500 عام من كولومبوس، بعد أن هاجروا من أمريكا الجننوبية وحلوا محل شعب قديم قُضي عليه. شكل التاينو مجتمعًا زراعيًا فيه وفرة من التعبيرات الفنية، بما فيها الموسيقى والرقص والفننون الجسدية والأساطير الشعرية وجزالة في إنتاج الخزفيات والفخاريات والمنحوتات المشغولة بأسلوب تشيكويد، والتي تتميز بزخارفها الرمزية التعبيرية وتصاحبها سمات نحتية لتمثيلات تجسيمية وتشخيصية حيوانية منمقة. 
يميل فن التاينو إلى كونه شديد التدين ومحملًا بالأرواحية. إلى جانب فن الخزف والفخار الفاخرين، تكثر النقوش الصخرية، والمسماة بنقوش ما قبل التاريخ، واللوحات الصخرية، المسماة بالبكتوغراف، في جميع أنحاء الكهوف والمغاور في البلاد، ويعود تاريخها إلى 2000 عام تقريبًا، رغم صعوبة التفرقة بين فن كهوف تاينو وقرينه من الحضارات السابقة له، ذلك أن فن الصخر الأصلي ليس من عمل مجموعة مستوطنة واحدة، بل من عمل مجموعات مختلفة على مدى فترات مختلفة من تاريخ الجزيرة. وفقًا لأساطير الخلق، فقد ظهر البشر الأوائل، رفقة الشمس والقمر، من كهوف في جبل مقدس في الجزيرة. كانت الكهوف تُبجل باعتبارها أماكن مقدسة، ويُعتقد أنها الصلة بين عالمنا والعالم السفلي والمكان الذي يمر منه الموتى.